# Hans Schönmetzler
Hans Schönmetzler (né en 1901 en Allemagne, mort en 1947 à Berlin) est un producteur de cinéma allemand.

## Biographie
On sait peu de choses de Hans Schönmetzler. Il vient dans le monde du cinéma après la Première Guerre mondiale et commence au début des années 1920, sa carrière comme assistant réalisateur, notamment pour Hélène de Troie de Manfred Noa. Il devient ensuite directeur de production de 1926 jusqu'à la Seconde Guerre mondiale en 1939. L'UFA le fait producteur.

## Filmographie
- 1924 : Hélène de Troie
- 1926 : La Grande parade de la flotte
- 1927 : Gauner im Frack
- 1927 : Der große Unbekannte
- 1927 : Die Achtzehnjährigen
- 1928 : Pirates modernes
- 1928 : Casanovas Erbe
- 1929 : Das brennende Herz
- 1929 : Meine Schwester und ich
- 1931 : Die Wasserteufel von Hieflau
- 1932 : Der kleine Pit
- 1932 : Das Meer ruft
- 1935 : Künstlerliebe
- 1935 : Martha
- 1936 : Familienparade
- 1936 : Le Cuirassé Sebastopol
- 1937 : Huis clos
- 1937 : Le Drapeau jaune
- 1938 : Die Pfingstorgel
- 1938 : Der Kampf um den Hahn
- 1939 : Der Polizeifunk meldet
- 1939 : Zwielicht
- 1941 : En selle pour l'Allemagne (...reitet für Deutschland) d'Arthur Maria Rabenalt
- 1943 : Der kleine Grenzverkehr
- 1944 : Junge Herzen
- 1944 : Junge Adler
- 1945 : Die Schenke zur ewigen Liebe